# Gumprecht I. von Neuenahr
Gumprecht I. von Neuenahr-Rösberg (* um 1370; † zwischen 8. Juli 1409 und 14. September 1413) war ein deutscher Adliger, durch Erbe Herr von Rösberg, Pfandherr von Drimborn und Dollendorf.

## Leben
Gumprecht I. kam als Sohn von Johann III. von Neuenahr († 1405), Herr zu Rösberg, und (⚭ um 1360) Alveradis von Alpen († nach 1416) zur Welt, einer Tochter des Gumprecht I. von Alpen (Alpheym) und Garsdorf († um 1381) aus dem Haus Heppendorf und der Gräfin Elisabeth von der Mark.
Gumprechts I. von Neuenahr Onkel Gumprecht II. von Alpen († 1423), verheiratet mit Else bzw. Swe(g)nold d. J. von Harff († nach 1423), war von etwa 1381 bis 1418/22 Kölner Erbvogt. Seine Tante Elisabeth (Elsgen) von Alpen war verheiratet mit Heinrich von Kuesin d. J., einem Schwager des Kölner Patriziers Hilger Quattermart von der Stesse. Der Onkel Gerhard (Gerit), Herr zu Alpen († 1401) und Vogt zu Pulheim, war mit Katherina von Dyck († 1443) verheiratet und der Onkel Rutger von Alpen († 1409/12), Herr zu Garsdorf, mit Lukarde (Luitgart) von Mirlaer († 1412/18; ⚭ II. 1409/12 Wilhelm II. von Wevelinghoven, Herr zu Grebben), Tochter von Jakob von Mirlaer-Millendonk. Hermann II. Zobbe (Sobbe zu Ingendorf) († 1400), seit 1361 Abt von Brauweiler, galt als „Onkel“ der Alveradis von Alpen und ihrer Geschwister.

### Konflikt mit Kurköln
Die Familie von Neuenahr hatte die Grafschaft Neuenahr und die Herrschaft Merzenich im 14. Jahrhundert an Kurköln verloren. Der Grafentitel wurde von den Edelherren von Saffenberg in Anspruch genommen, die 1360/63 in die Familie eingeheiratet hatten. Gumprecht I. von Neuenahr-Rösberg führte – wie schon sein Vater – eine Fehde gegen den Erzbischof, das Domkapitel und die Geistlichkeit („pafschaft“) von Köln, um die verlorenen Herrschaften und den Grafentitel zurückzuerhalten. Am 13. Oktober 1393 kam es zu einem vorläufigen Ausgleich, durch den Gumprecht I. von Neuenahr die Burg Rösrath zurückerhielt. Nach erneut erhobenen Forderungen verglich sich Gumprecht von Neuenahr 1396 mit dem Kölner Erzbischof Friedrich III. von Saarwerden. Er verzichtete auf die Grafschaft Neuenahr und die Herrschaft Merzenich und wurde dafür mit Herrschaft und Dorf Rösberg belehnt. Außerdem verzichtete er auf eine neue Fehde in dieser Angelegenheit und erhielt eine Verschreibung von 100 Gulden jährlich auf den Zoll zu Bonn.
Gumprecht I. von Neuenahr nahm auf Seiten Herzog Wilhelms II. von Berg an einer Fehde gegen Graf Adolf II. von Kleve-Mark und dessen Bruder Graf Dietrich II. von der Mark teil und wurde am 7. Juni 1397 in der Schlacht von Kleverhamm gefangen genommen.
1398 wurde Gumprecht I. von Neuenahr als Nachfolger des Ritters Wilhelm von Muysbach (Mausbach), dem Amtmann von Zülpich, Pfandherr von Dreiborn (Drimborn), das er als Lehen des Herzogs Wilhelm von Jülich-Geldern besaß. Im Juni 1400 warnte „Gumprecht von Nuwenayre“ die Stadt Köln, den Mörder seines Neffen „Konrad von Nuwenaire“ aufzunehmen, was die Stadt auch ablehnte. Der Kanoniker an St. Gereon Konrad von Neuenahr († 1399) war von dem Kölner Bürger Servatius (Voysz) am Rheinufer vor der Stadt rechtlos getötet worden. Seinen Schwager Johann II. von Loen († 1438), Herrn zu Jülich, Heinsberg und Lewenberg, unterstützte Gumprecht I. von Neuenahr in einer Fehde gegen den Abt von Stablo Walram von Schleiden († 1410), der bei Monschau eine Niederlage erlitt. 1404 stellte Gumprecht I. von Neuenahr, Herr zu Dollendorf, dem Ritter Dietrich Schinmann (Schynnen) von Mozenborn, der wie er selbst auch 1397 in Kleverhamm gefangen worden war, einen Schuldbrief über 500 Gulden aus.
Nach weiteren Auseinandersetzungen mit dem Kölner Erzbischof entschieden 1405 die erbetenen Schlichter Graf Emich VI. zu Leiningen-Hartenburg (* um 1364; † 1452) und Burggraf Godert von Drachenfels († nach 1425) in Linz gegen Gumprecht I. von Neuenahr. Er erhielt jedoch im folgenden Jahr von Johann von Siegburg († um 1423), dem Rentmeister des Erzbischofs, eine Ausgleichszahlung von 500 Gulden. Am 7. April 1406 nahm Friedrich III. von Saarwerden Gumprecht I. von Neuenahr förmlich in seinen Dienst, erhöhte die jährliche Zahlung aus dem Bonner Zoll auf 300 Gulden und bestellte ihn zum Amtmann von Hardt. Gumprecht I. von Neuenahr musste alle Urkunden herausgeben, die einen Anspruch der Familie auf Neuenahr und Merzenich belegten, darunter einen – vom Kölner Erzbischof nicht anerkannten – Schiedsspruch des Grafen Simon III. von Sponheim. Der Stadt Köln schwor Gumprecht I. von Neuenahr 1407 gegen eine Jahresrente (Bürgerrente; Mannlehen) von 20 Gulden und ein Darlehen von 150 Gulden den Edelbürgereid; die letzte Zahlung an ihn ist am 8. Juli 1409 belegt.

### Nach dem Tod GumprechtsI.
1413 war Gumprecht I. von Neuenahr verstorben. Gumprecht II. von Alpen übertrug „seinem noch unmündigen Neffen Gumprecht von Neuenahr (= Großneffe Gumprecht II. von Neuenahr) Burg, Stadt und Herrlichkeit Alpen“ mit dem Vorbehalt des lebenslangen Nießbrauchs. Gumprechts I. von Neuenahr Mutter „Alverait von Alpen“ verpfändete 1415 und 1416 ihre Güter an den Wynden (angen Weinden) zwischen Issum und Alpen als Sicherheit für zwei Darlehen über 150 und 50 Gulden, die ihr und ihrem Sohn (oder unmündigen Enkel) Gumprecht von Neuenahr gewährt worden waren, an Bernd d. J. von Wevort genannt Bulver zu Ossenberg; die „Oheime“ (Onkel und Großonkel) Johann II. von Loen und Gumprecht II. von Alpen siegelten die Verschreibungen als Vormünder des Gumprecht II. von Neuenahr mit. 1416 erstattete Johann II. von Loen († 1438) dem Jülicher Erbmarschall (Winnemar) Frambach II. von Birgel († um 1439), Herrn zu Tomberg und Eschweiler, 600 Gulden, die dieser als Bürge seines (verstorbenen) Schwagers Gumprecht I. von Neuenahr, Herrn zu Drimborn und zu Dollendorf, hatte zahlen müssen.

### Kölner Erbvogtei
Der Erbvogt Gumprecht II. von Alpen hatte keine „legitimen“ männlichen Nachkommen. Sein „Bastardsohn“ Gomprecht von Alpen war nicht erbberechtigt. Gumprecht II. von Alpen übergab die Erbvogtei am 18. Mai 1422 an seinen Großneffen („Neffen“) und Erben Gumprecht II. (als Erbvogt Gumprecht III.) von Neuenahr.

## Familie
Gumprecht I. von Neuenahr heiratete 1398/99 Gräfin Philippa von Loon-Heinsberg (* um 1370; † um 1410 bzw. vor 1429), Tochter von Graf Gottfried III. von Loen († 1395), Herrn von Dalenbroich und Heinsberg aus dem Haus Sponheim, und (⚭ 1357) der Gräfin bzw. (ab 1356) Prinzessin (Herzogstochter) Philippa von Jülich († 1390). 3000 Gulden aus der Mitgift wurden erst 1429 durch Johann II. von Loen ausgezahlt.
Das gemeinsame Kind von Gumprecht I. und Philippa,
1. Gumprecht II. von Neuenahr (* um 1400; † 1484),

war nach dem Tod seines Vaters der einzige überlebende direkte männliche Nachkomme der Familien von Neuenahr-Rösberg und von Heppendorf-Alpen.
Aus einer ersten Ehe der Philippa von Loon (verlobt vor 1389, ⚭ 1394) mit Gerhard von Tomberg († 1398/99) zu Landskron, einem Sohn von Friedrich I. von Tomberg (* um 1350; † 1420/22) und (⚭ 1365) Kunigund von Landscron († 1373), stammten die Kinder
1. Friedrich II. von Tomberg († 1419), verheiratet mit Anna (Johanna) von Blankenheim († 1431 oder 1444; ⚭ II.[49] 1421 Johann II. von Schleiden († 1445) und Neuenstein),[50] Tochter von Gerhard VIII. von Blankenheim (1342–1406) und (⚭ 1379) Gräfin Elisabeth von Wied († 1426), Erbin der Grafschaft Blankenheim,
2. Kunegunde von Tomberg († vor 1419), 1403 verlobt bzw. 1411 verheiratet mit Heinrich von Eich, dem Herrn von Olbrück und Vogt zu Waldorf.[46]

Dem Schwiegervater Dietrich von Gymnich seines entfernten Verwandten Thomas von Arsbeck („Orsbeck“) zu Olbrück lieh Gumprecht I. von Neuenahr 1000 schwere Rheinische Gulden. Gumprecht II. von Neuenahr benannte seinen Sohn Friedrich nach seinem Halbbruder Friedrich II. von Tomberg.
Sophie (Fye), eine natürliche Tochter Gumprechts I. von Neuenahr, war verheiratet mit Goedart van Esch genannt Blavois (van Essche genannt Blaivoess; Blaufuß). Gumprecht II. von Neuenahr entschädigte seine Halbschwester um 1429 für ihren Anteil an einem Hof in Volkhoven.